# Axel Valdemar Axelsson
Axel Valdemar Axelsson, född 13 februari 1924 i Mullsjö församling, Skaraborgs län, död 2011, var en svensk arkitekt. Han ingick 1962 äktenskap med Kerstin Abram-Nilsson.
Axelsson, som var son till skogsinspektör Axel Johansson och Edit Carlsson, avlade studentexamen i Jönköping 1944 samt utexaminerades från Konstfackskolan 1949 och Kungliga Tekniska högskolan 1954. Han anställdes hos arkitekterna Sven Backström och Leif Reinius 1954, arkitekterna Erik och Tore Ahlsén 1955 och blev arkitekt på Kooperativa förbundets arkitekt- och ingenjörskontor i Stockholm 1961. Han företog studieresor till Italien 1949, Israel 1952, Frankrike 1955, Spanien 1959 samt USA, Kanada och Mexiko 1960.